# لوشابير (كيبك)
لوشابير (بالإنجليزية: Lochaber, Quebec)‏ هي بلدية محلية في كيبيك تقع في كندا في Papineau Regional County Municipality. يقدر عدد سكانها بـ 409 نسمة ومساحتها 70.00 كم2 .